# Лакей Сергій Володимирович
Сергій Володимирович Лакей (нар.. 19 червня 1987, Дунаївці, Хмельницька область, Українська РСР, СРСР — пом. 9 березня 2022, біля села Терни Краматорського району Донецької області) — підполковник Державної прикордонної служби України, учасник російсько-української війни, що трагічно загинув під час російського вторгнення в Україну в березні 2022 року.

## Життєпис
Сергій Лакей народився 1987 року в місті Дунаївці на Хмельниччині. За прикладом батька-військового після закінчення загальноосвітньої школи у 2005 році вступив до Національної академії Державної прикордонної служби України імені Богдана Хмельницького.

"Виділявся серед всіх тим, що міг знайти правильне рішення у будь-якій ситуації, був креативним, мав достатньо волі та мотивації. Завжди покладався на власні сили, міг відстояти власну думку та, не зважаючи на свою категоричну самостійність, повсякчас жив колективом…, — згадують курсантські роки Сергія Лакея його командири.

Після випуску пішов служити у лави ДПС України, брав участь в АТО / ООС на Донбасі. Після закінчення факультету підготовки керівних кадрів очолював підрозділи охорони кордону на найбільш складних напрямках.
На момент повномасштабного російського вторгнення в Україну майор Сергій Лакей служив у 3-му (Луганському) прикордонному загоні імені Героя України полковника Євгенія Пікуса. Обіймав посаду заступника начальника відділу організації прикордонного контролю штабу. Під час участі у бойових діях ніс прикордонну службу на Донеччині. 9 березня 2022 року після бою біля села Терни Краматорського району Донецької області, з прикордонником було втрачено зв'язок. Понад рік рідні вважали його безвісти зниклим. Згодом тіло воїна було знайдене та ідентифіковане. Військовий загинув у тому запеклому зіткненні з окупантами.
Поховали офіцера 29 квітня 2023 року в рідних Дунаївцях на Хмельниччині.

## Родина
У загиблого залишилися батько Володимир, мама Людмила, сестра Ірина та син Назар.

## Нагороди
- орден «За мужність» III ступеня (2023, посмертно) — за особисту мужність, виявлену у захисті державного суверенітету та територіальної цілісності України, самовіддане служіння Українському народові.
- медаль «Захиснику Вітчизни» (2022) — за особисту мужність і самовіддані дії, виявлені у захисті державного суверенітету та територіальної цілісності України, вірність військовій присязі.
- відзнака «За мужність в охороні державного кордону».

## Ушанування пам'яті
У червні 2023 року на фасаді Дунаєвецького ліцею № 3 встановили меморіальну дошку на його честь.